# 畿央
畿央（きおう）は日本の地名。概ね三重県伊賀、滋賀県甲賀、京都府相楽東部、奈良県東和の範囲を指す地域名として用いられるが、近畿地方内の他地域での使用例も一部見られる。首都機能移転の候補地の一つとして知られていた。

## 畿央地域
地域としての畿央は、主に伊賀市を中心とした繋がりを持つ、三重県伊賀、滋賀県甲賀、京都府相楽東部、奈良県東和の範囲を指す。概ね相当する自治体・地区は以下の通り。
 三重県 伊賀
- 伊賀市
- 名張市

 滋賀県 甲賀
- 甲賀市
- 湖南市
- 蒲生郡 日野町

 京都府 相楽東部
- 相楽郡 笠置町
- 相楽郡 和束町
- 相楽郡 南山城村

 奈良県 東和
- 宇陀市
- 添上郡 山添村
- 宇陀郡 曽爾村
- 宇陀郡 御杖村
- 奈良市 月ヶ瀬地区

現在、この地域全体を包括する行政組織は存在しないが、人流や文化面での結び付きが強く、伊賀市・甲賀市と隣接する亀山市による「いこか連携」、伊賀市・笠置町・南山城村・山添村による「伊賀城和定住自立圏」、伊賀市・名張市・宇陀市・曽爾村・御杖村と隣接する津市による「東大和・西三重観光連盟」など、府県域を跨ぐ行政等の連携が盛んに行われている。
三重県鈴鹿と合わせて首都機能移転の候補地となっており、「三重・畿央地域」の名称が用いられていた。

## 他地域での用例
奈良県広陵町の「畿央大学」など、上述した畿央地域以外の近畿地方内での使用例も見られる。